# Eupithecia franconiata
Eupithecia franconiata là một loài bướm đêm trong họ Geometridae.